# Кимбдхен
Кимбдхен (њем. Kümbdchen) општина је у њемачкој савезној држави Рајна-Палатинат. Једно је од 134 општинска средишта округа Рајн-Хунсрик. Према процјени из 2010. у општини је живјело 516 становника. Посједује регионалну шифру (AGS) 7140077.

## Географски и демографски подаци
Кимбдхен се налази у савезној држави Рајна-Палатинат у округу Рајн-Хунсрик. Општина се налази на надморској висини од 345 метара. Површина општине износи 3,2 km². У самом мјесту је, према процјени из 2010. године, живјело 516 становника. Просјечна густина становништва износи 161 становника/km².